# Baye (Marne)
Baye ist eine französische Gemeinde mit 390 Einwohnern (Stand 1. Januar 2022) im Département Marne in der Region Grand Est (vor 2016 Champagne-Ardenne). Sie gehört zum Arrondissement Épernay und zum Kanton Dormans-Paysages de Champagne. Die Einwohner werden Bayens genannt.

## Geographie
Baye liegt etwa 48 Kilometer südsüdwestlich von Reims. Umgeben wird Baye von den Nachbargemeinden Champaubert im Norden, Congy im Osten, Villevenard im Süden und Südosten, Talus-Saint-Prix im Süden und Südwesten, Bannay im Westen sowie Fromentières im Nordwesten. 

## Bevölkerungsentwicklung
| Jahr                       | 1962 | 1968 | 1975 | 1982 | 1990 | 1999 | 2006 | 2011 | 2018 |
| Einwohner                  | 530  | 528  | 482  | 483  | 444  | 393  | 373  | 397  | 398  |
| Quellen: Cassini und INSEE |      |      |      |      |      |      |      |      |      |

## Sehenswürdigkeiten
- Kirche Saint-Pierre-Saint-Paul aus dem 13. Jahrhundert, seit 1986 Monument historique
- Kapelle Saint-Roch aus dem 19. Jahrhundert
- Reste des früheren Benediktinerklosters Notre-Dame d’Andecy, um 1127 gegründet
- Schloss Baye aus der Mitte des 18. Jahrhunderts, seit 1923 Monument historique, mit Kapelle Saint-Alpin aus dem 13. Jahrhundert

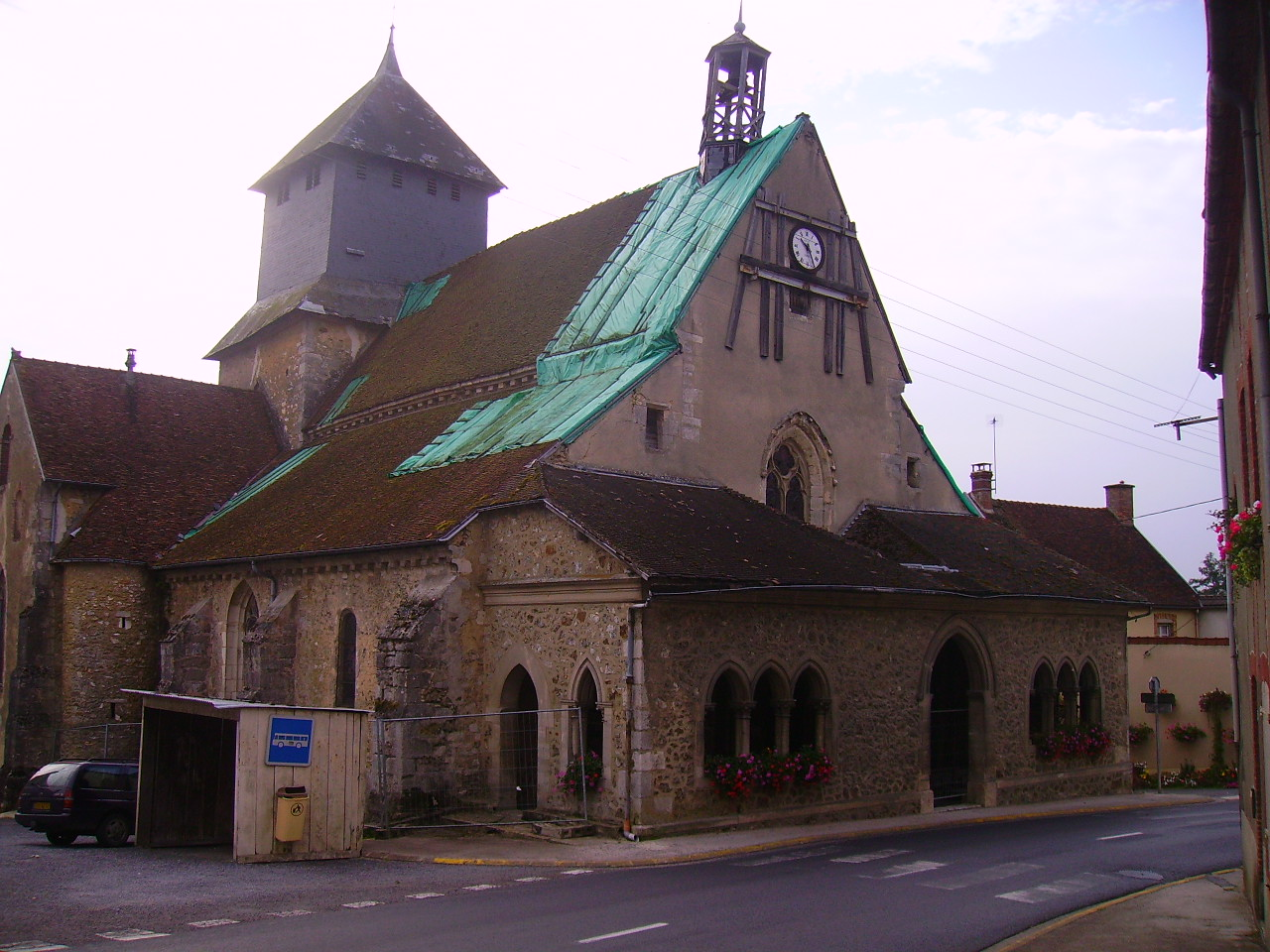
Kirche Saint-Pierre-Saint-Paul
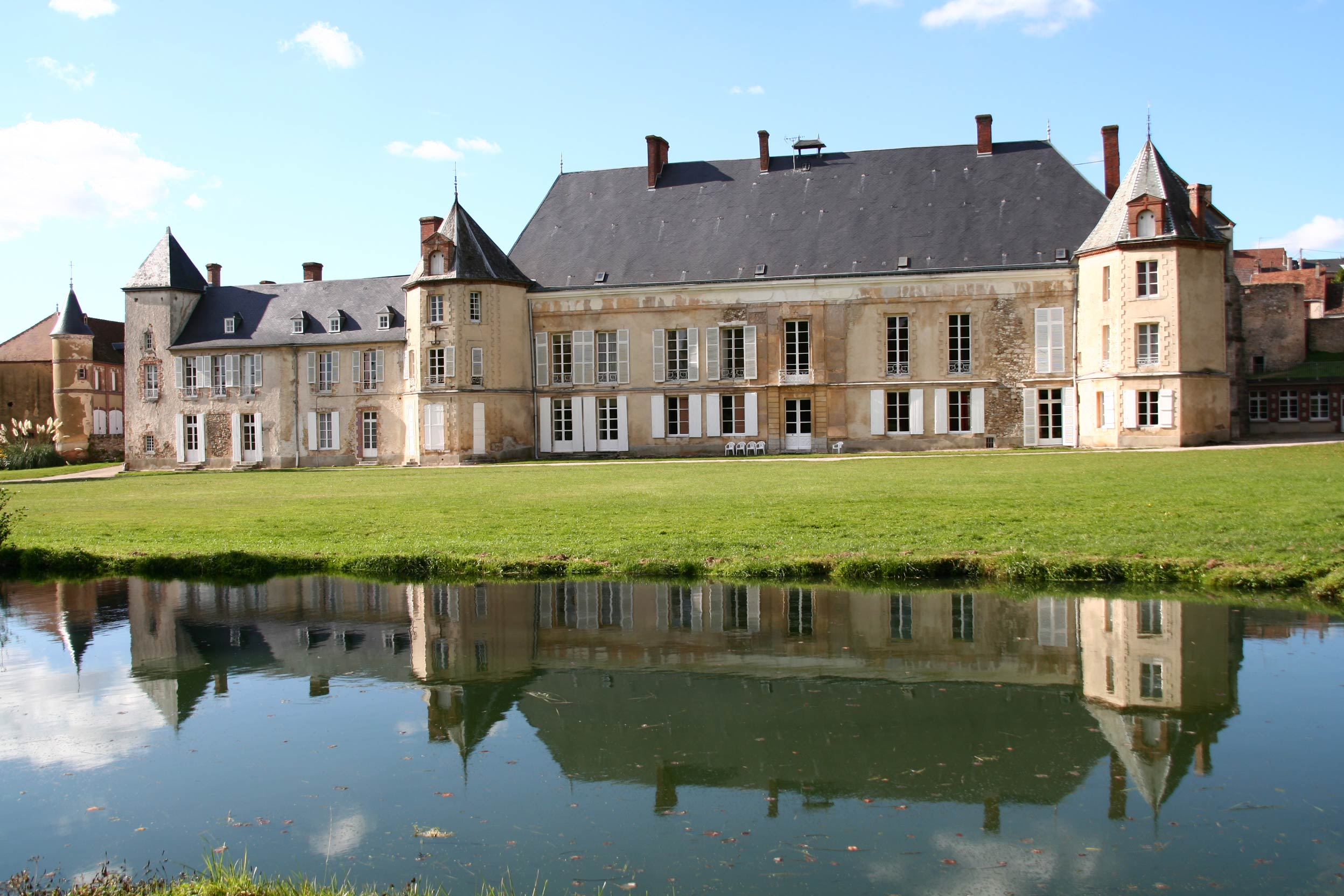
Schloss Baye

## Persönlichkeiten
- Alpin von Châlons (gestorben um 480), Bischof von Châlons (433–480), Herr über Baye, in Baye gestorben
- Jules Patenôtre (1845–1925), Diplomat